# Buchfluch

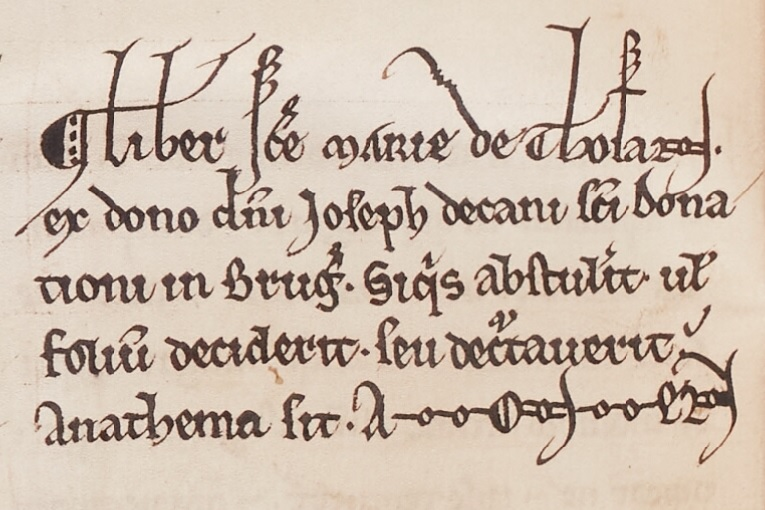
Anathema oder Fluch in einem Manuskript der Abtei Ter Doest aus dem 12. und 13. Jahrhundert

Als Buchfluch (auch Bücherfluch) bezeichnet man Inschriften in Büchern, die den Diebstahl oder die säumige Rückgabe des Buches mit Strafen und Flüchen bedrohen. Bereits in vorchristlicher Zeit wurde mit Buchflüchen der Zorn der Götter auf Diebe von Büchern oder Schriftrollen herabbeschworen. Im Mittelalter waren unter anderem Exkommunizierung und Anathema angedrohte Strafen. Mittelalterliche Kopisten fügten den Buchfluch meist dem Kolophon an. Der Buchfluch wird sowohl als Vorläufer des Urheberrechts wie auch des Exlibris gesehen.